# Juan Vásquez de Coronado
Juan Vásquez de Coronado, född omkring 1525 och död 1565, var en spansk conquistador.
Coronado reste 1548 till Mexiko, 1550 till Guatemala, var alkald i San Salvador, Honduras, Nicaragua och slutligen Costa Rica, där han dog som guvernör.